# Pastel de carne

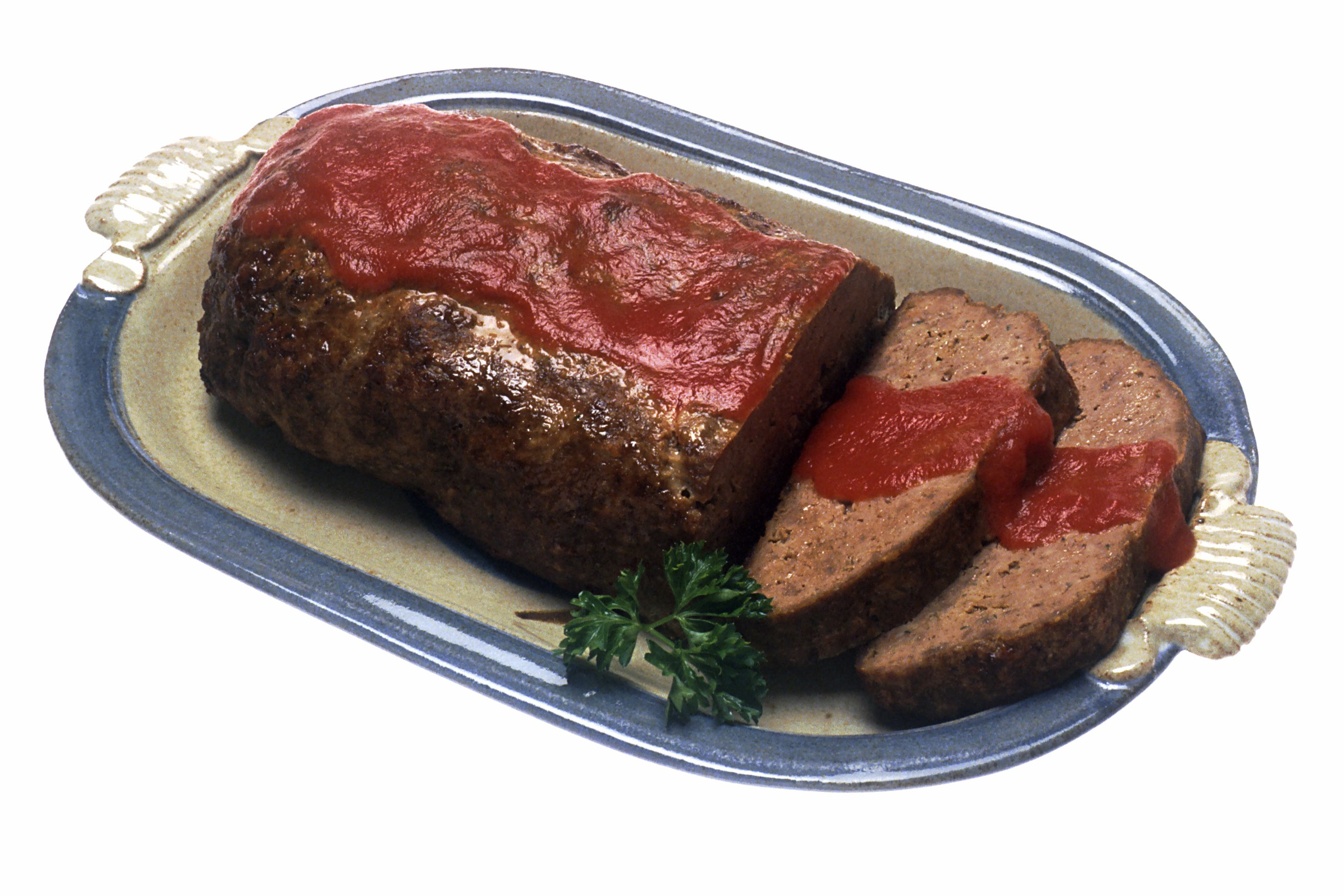
Pastel de carne con salsa.

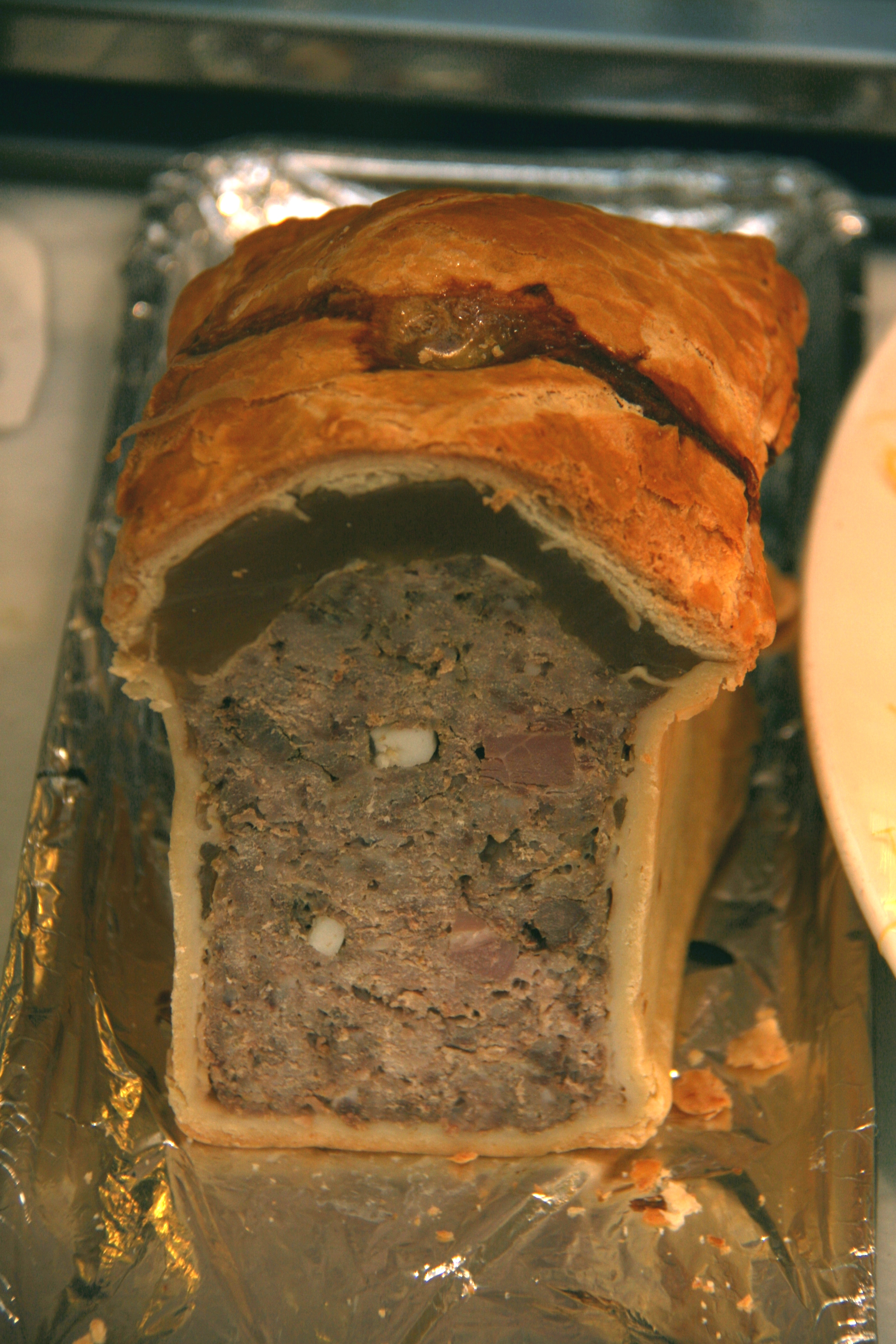
Corte de un pastel de liebre.

El pastel de carne es un plato cuyo principal ingrediente es la carne, que consiste en carne picada de vaca, ternera, cordero o cerdo (a veces una combinación de algunas) y aliñada con pan rallado (a veces se le añade granos de cereales) y especias. En Uruguay, se conoce con este nombre al pastel de papa. En Costa Rica existe un plato similar conocido como arrollado de carne (o lomo fingido).
Suele tener forma compacta de barra rectangular y para cocinarse suele meterse al horno o se ahúma. Se sirve por regla general caliente como parte del plato principal, aunque también puede servirse frío como un fiambre. En algunos aspectos es similar al paté, que emplea una carne mucho más finamente picada. Se considera un plato mundial, en casi todas las cocinas del mundo hay un plato con características similares, haciendo imposible determinar su procedencia.

## Usos
El pastel de carne es un plato extremadamente versátil. La carne picada se mezcla por regla general con migas de pan o cereales para que la pasta dé un aspecto más consistente, se suele recubrir de huevo para que tenga más consistencia tras la cocción. Se emplean hierbas como el perejil e incluso se introducen hortalizas finamente picadas (tales como cebollas, pimientos y apio). Existen pasteles de carne que tienen en su interior rellenos de puré de patata, huevo, queso, verduras. Los pasteles de carne se suelen acompañar de diferentes salsas (no es de extrañar que el plato se acompañe de una salsera) o acompañamiento.

## En la cocina española
- Pastel de carne murciano, consiste en una mezcla de carne de ternera, chorizo y huevo sobre una masa de masa quebrada de forma redonda recubierta de un hojaldre fino en espiral. Se prepara en raciones para una persona de un tamaño de 15 cm de diámetro cada una. Esta preparación es muy habitual en la cocina murciana[5] y puede sustituir una comida. Es muy típico tomarlo durante las procesiones de Semana Santa, en especial en la de los salzillos.
- Pastel de liebre, plato elaborado con pedazos de carne de liebre, así como de sus huesos. Este pastel fue muy popular en la cocina española durante finales del siglo XIX y comienzos del XX.[6]

## Variedades del Reino Unido
- Pastel de caza, pastel inglés elaborado con carne de caza.[1]

## En la cultura popular
Una variedad de pastel de carne basado en recetas tradicionales de la cocina del sur de los Estados Unidos, era uno de los platos preferidos del artista Elvis Presley, el cual quedó tan fascinado con el mismo que lo comió como plato principal en las cenas durante seis meses seguidos. 